# No (jezero)
No je jezero u Južnom Sudanu. Nalazi se sjeverno od ogromne močvare Sudd, na ušću rijeke Bahr el Ghazal u Bijeli Nil (ar. Bahr al Jabal) i , i označava prijelaz između Bahr al Jabala i Bijelog Nila]. Jezero No nalazi se otprilike 1.156 km nizvodno od ugandskog Albertovog jezera, glavnog jezera na Bijelom Nilu koje prethodi jezeru No. Jezero se smatra središtem naroda Ruweng iz Panaruu dijela naroda Dinka.